# Möge Khatun

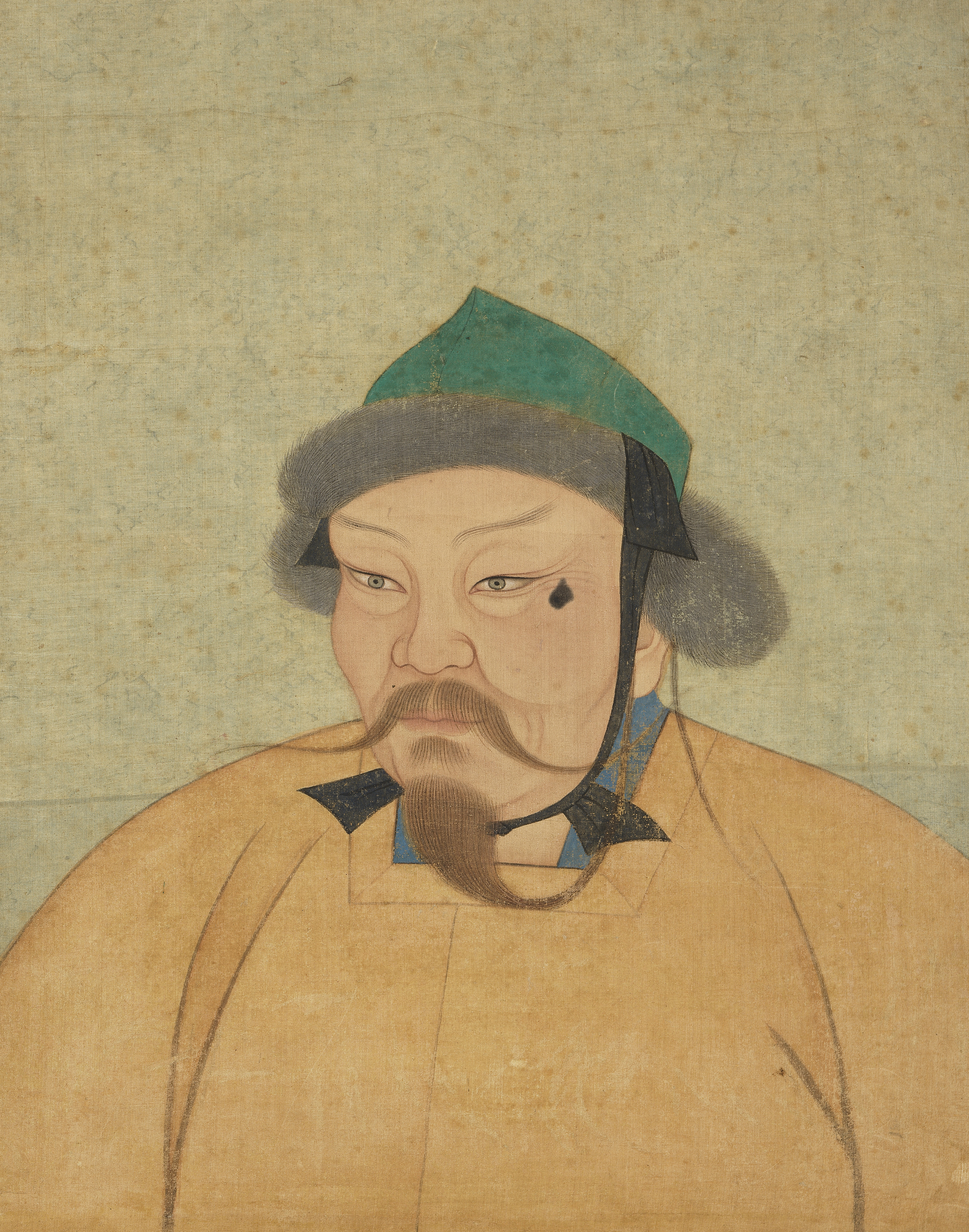
Portrét manžela Möge Khatun, Odegeje.

Möge Khatun byla mongolská princezna z kmene Bakrin. 
Möge Khatun se narodila okolo roku 1190 jako dcera náčelníka kmene Bakrin, který ji dal jako konkubínu Čingischánovi. V oblibě ji měl ale hlavně jeho syn Ögedej a brával ji s sebou na lovecké výpravy. Po otcově smrti v roce 1229 si ji vzal za manželku. Z tohoto manželství se nenaradily žádné děti. Přesto se po chánově smrti v roce 1241 stala Möge Khatun regentkou za nedospělé děti, které měl s konkubínami. U moci se udržela až do své smrti v následujícím roce.